# Енцо Лесић
Енцо Лесић (1950 – 31. јул 2013, Сплит) био је југословенски и хрватски композитор. Потиче из музичке породице, отац Винко је такође био музичар.

## Каријера
Почетком седамдесетих био је члан сарајевске групе Индекси. У јануару 1972. године у музичкој емисији "Максиметар“ ТВ Београд. Лесић је убрзо напустио “Индексе” и у Загребу основао групу Спектар.
Осамдесетих година долази у Београд где отвара студио “Друга маца” који ће постати одскочна даска бендовима новог таласа. Албум “Пакет аранжман” снимљен је 1981. године у Енцовом студију, а он је био и у улози главног продуцента албума који је створио на коме су се нашли Идоли, Електрични оргазам и Шарло акробата.
Касније су у његовом студију снимали ЕКВ и група У шкрипцу. Компоновао је музику за осам дугометражних филмова међу којима су “Полтрон”, “Лепе жене пролазе кроз град”, “Сулуде године”. Деведесетих година Енцо је затворио студио и вратио се у Сплит.